# Tramlijn D (Kortrijk)

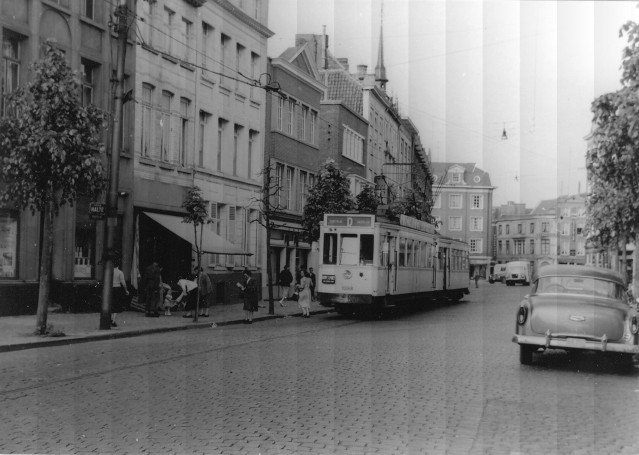
Tramlijn D met 2 tramstellen in de Kortrijkse Rijselsestraat op 24 mei 1956.

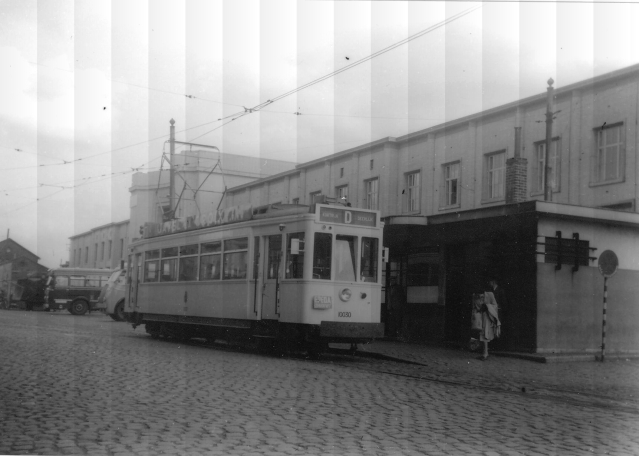
Tramlijn D aan het Kortrijkse treinstation op 11 mei 1955.

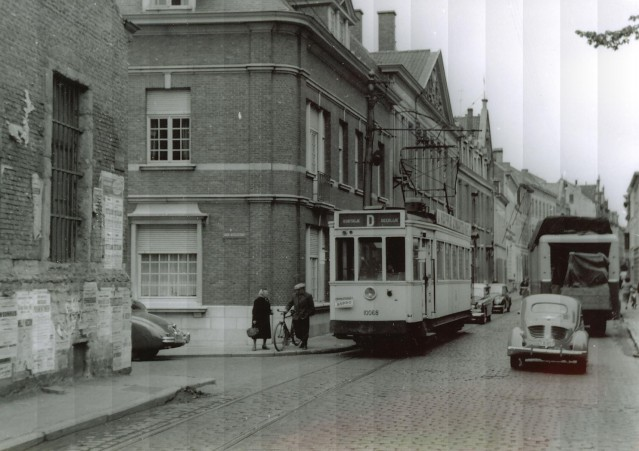
Tramlijn D in de Kortrijkse Onze-Lieve-Vrouwestraat op 24 mei 1956.

Tramlijn D was een elektrische tramlijn in en rond de Belgische stad Kortrijk die de eindhaltes Station en Deerlijk verbond. Deze tramlijn verbond het centrum van Kortrijk met de aaneengesloten stedelijke kernen Harelbeke en Deerlijk. De tramlijn reed haar laatste rit op 5 september 1957. Hierna werd de lijn vervangen door de huidige buslijnen 71 en 72 richting Harelbeke en Deerlijk.

## Geschiedenis
Vanaf 1893 werd in en rond Kortrijk een buurtspoorwegennet aangelegd. Dit openbaar vervoersnetwerk werd uitgebaat door de pachter "SA Intercommunale de Courtrai" en verbond de verschillende stadswijken in Kortrijk met de nabijgelegen dorpen en gemeenten. In 1927 nam de NMVB (Nationale Maatschappij van Buurtspoorwegen) de exploitatie van de pachter over en ging de stads- en streeklijnen rond Kortrijk elektrificeren.
De streeklijn van Kortrijk naar Berchem werd op 20 februari 1912 geopend tot Vichte met stoomtrams en op 1 februari 1922 verlengd tot Berchem. Op 16 augustus 1933 werd de streeklijn geëlektrificeerd tot het buurtspoorwegstation Deerlijk. (op 27 maart 1932 tot Deerlijk (kerk))

## Traject
Het traject vertrok aan het Kortrijkse hoofdstation, reed vervolgens naar de Grote Markt, door de Onze-Lieve-Vrouwestraat (zie foto), naar het Plein, de Gentsepoort, de Gentsesteenweg, de Markt van Harelbeke en eindigde aan het buurtspoorwegstation Deerlijk. Op het traject in omgekeerde richting reed de tramlijn vanaf de Grote Markt terug naar het station via de Rijselsestraat (zie foto), het Louis Robbeplein en de Koning Albertstraat. Er was ook een korttraject dienst, D doorstreept, die niet verder reed dan Harelbeke. De tramremise was gelegen bij de Menenpoort in Kortrijk.